# Модерн-Сити (Тяньцзинь)
Модерн-Сити (Modern City, 天津现代城) — многофункциональный комплекс небоскрёбов, расположенный в деловом центре китайского города Тяньцзинь. Построен в 2016 году в стиле модернизма, по состоянию на 2020 год офисная башня комплекса являлась вторым по высоте зданием города, 39-м по высоте зданием Китая, 47-м — Азии и 78-м — мира. 
Архитекторами комплекса выступили американская фирма Skidmore, Owings & Merrill и Восточно-Китайский архитектурный проектно-исследовательский институт, застройщиком — китайская корпорация China State Construction Engineering. 
- Башня № 1 (338 м), также известная как Modern City Office Tower, имеет 65 наземных этажей, занятых офисами[2][3][4].
- Башня № 2 (215 м), также известная как Four Seasons Tower, имеет 48 наземных этажей. Здесь расположены 259 гостиничных номеров пятизвёздочного отеля Four Seasons и 90 апартаментов класса люкс[5][6][7].
- В подиуме расположены паркинг, универмаг японской сети Isetan, магазины, рестораны и выходы станции Тяньцзиньского метро.